# Kjell-Åke Andersson (ishockeyspelare)
Kjell-Åke Andersson, född 19 oktober 1971 i Östersund, är en svensk före detta professionell ishockeyspelare (forward). Hans moderklubb är Östersunds IK.
Förutom Östersunds IK har Kjell-Åke bl.a. spelat för IFK Arboga och Surahammars IF under sin karriär.